# 마쓰다이라 다케치카
마쓰다이라 다케치카(일본어: 松平武元, 1714년 2월 2일 ~ 1779년 9월 5일)는 일본 에도 시대의 다이묘이자 지샤부교, 로주이다. 다테바야시번의 3대 번주이자, 다나구라번주였다. 관위는 종4위하, 시종, 우근위장감이다.
히타치 후추 번주 마쓰다이라 요리아키의 둘째 아들로 태어났다. 1728년에 다테바야시 번주 마쓰다이라 다케마사의 양자가 되어 가문을 계승하자마자 다나구라 번으로 전봉되었다. 1739년에는 소자반이 되었고, 1744년에는 지샤부교를 겸직하였다. 1746년에 니시노마루 로주에 취임한 후 다테바야시로 다시 옮겨갔다. 1747년에 시종을 겸임하고 혼마루 로주가 되었으며, 1761년에는 로주 수좌 자리에 올랐다. 도쿠가와 요시무네, 도쿠가와 이에시게, 도쿠가와 이에하루 3대를 모셔서 이에하루로부터 '니시노마루 할아버지'(西丸下の爺)라고 불리며 신뢰를 받았다. 로주로 재임한 후반기에는 다누마 오키쓰구와 협력 관계에 있었고, 1779년 67세의 나이로 사망할 때까지 로주 수좌직에 머물렀다. 넷째 아들 다케히로가 그 뒤를 이었다.
| 전임 마쓰다이라 다케마사 | 제3대 오치 마쓰다이라 가 당주 1728년 ~ 1779년 | 후임 마쓰다이라 다케히로 |

| 전임 마쓰다이라 다케마사 | 제3대 다테바야시번 번주 (오치 마쓰다이라 가문) 1728년 | 후임 오타 스케하루 |

| 전임 오타 스케하루 | 다나구라번 번주 (오치 마쓰다이라 가문) 1728년 ~ 1746년 | 후임 오가사와라 나가유키 |

| 전임 오타 스케토시 | 제1대 다테바야시번 번주 (오치 마쓰다이라 가문, 재봉) 1746년 ~ 1779년 | 후임 마쓰다이라 다케히로 |